# Samuel Ward (Geistlicher)

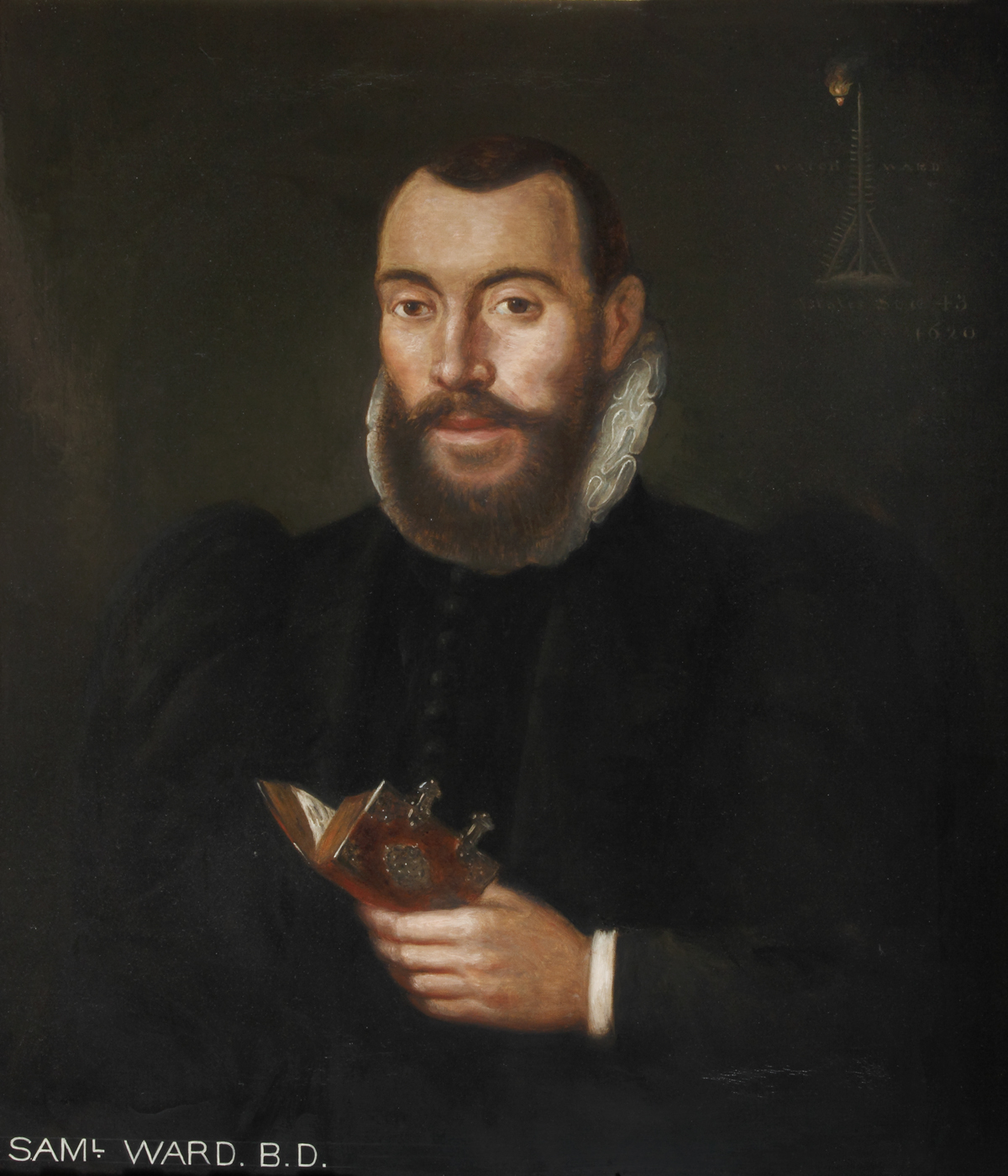
Samuel Ward

Samuel Ward (* 1577 in Haverhill; † Anfang März 1639 in Ipswich) war ein englischer Geistlicher.

## Familie und Ausbildung
Ward wurde 1577 als ältester Sohn des Pfarrers von Haverhill, John Ward, und dessen Frau Susan geboren. Er hatte zwei Brüder. Auf Empfehlung von William Cecil, 1. Baron Burghley wurde Ward am 6. November 1594 als Schüler am St John’s College der University of Cambridge aufgenommen. Zwei Jahre später wurde ihm dort der Bachelor of Arts verliehen. 1599 gehörte er zu den ersten Studenten des Sidney Sussex College, wo er 1600 den Master of Arts erwarb. 1604 musste Ward, nach seiner Heirat mit Deborah Bolton, aus der theologischen Ausbildung ausscheiden. 1607 wurde ihm indes schließlich doch der Bachelor of Divinity verliehen. Ward war Vater von zwei Söhnen.

## Werdegang
Wann und durch wen Ward zum Priester ordiniert wurde, ist nicht überliefert. Er lehrte zunächst in seiner Heimatstadt Haverhill. 1603 wurde er zum Pastor der Kirche St Mary le Tower in Ipswich bestellt, ein Amt, das er über dreißig Jahre innehatte. Zu dieser Zeit zählte Ipswich zu den wichtigsten Handelszentren in England und mit der Stelle war ein hohes Ansehen verbunden. 1621 veröffentlichte Ward einen Kupferstich auf dem die Zerstörung der spanischen Armada abgebildet war. Auf Beschwerde des spanischen Botschafters wurde Ward verhört und zu einer kurzen Gefängnisstrafe verurteilt, durfte aber bald wieder nach Ipswich zurückkehren. 1622 wurde er durch Samuel Harsnett, damals Erzbischof von York, des Nonkonformismus beschuldigt und vom Kirchenrat von Norwich verurteilt. Hiergegen legte Ward jedoch erfolgreich Rechtsmittel ein. Elf Jahre später wurde er erneut angeklagt, diesmal vom Erzbischof von Canterbury, William Laud. Ihm wurde vorgeworfen, gegen Jesus und die Church of England gepredigt zu haben. Diesmal wurde Ward dazu verurteilt eine Gegendarstellung zu veröffentlichen und die Kosten des Verfahrens zu tragen. Als er sich weigerte dem nachzukommen, wurde er inhaftiert.
Nach seiner Entlassung aus der Haft siedelte Ward zunächst nach Holland über. Dort war er wohl eine Zeit lang, zusammen mit William Bridge, als Priester in einer Kirche in Rotterdam tätig.
Im April 1638 kehrte er nach Ipswich zurück und lebte dort bis zu seinem Tod Anfang März 1639. Ward wurde am 8. März 1639 auf dem Friedhof von St Mary le Tower beigesetzt.

## Hinterlassenschaften
Heute ist eine Schule in Wards Heimatstadt nach ihm benannt.

## Publikationen (Auswahl)
- A Coal from the Altar to kindle the Holy Fire of Zeal. Erschienen in vier Auflagen bis 1622.
- Jethro’s Justice of Peace. Erschienen in drei Auflagen zwischen 1618 und 1623.
- The Happiness of Practice. Erschienen in drei Auflagen zwischen 1621 und 1627.
- Eine Gesamtausgabe der gesammelten Predigten Wards erschien 1627/1628 und erneut 1636 in insgesamt neuen Teilen unter dem Titel Sermons and Treatises.
  - Memoir of Samuel Ward, B.D. In: John Charles Ryle (Hrsg.): Sermons and Treatises. James Nichol, Edinburgh 1862, S. V (books.google.de – Nachdruck der Ausgabe von 1636, mit Kurzbiografie).